# Vaz/Obervaz
Vaz/Obervaz est une commune suisse du canton des Grisons, située dans la région d'Albula. Vaz est le nom romanche de la commune, Obervaz le nom allemand.

Photo aérienne prise à 500 m par Walter Mittelholzer en 1925.